# Poincaré-groep
In de natuurkunde en groepentheorie, een deelgebied van de wiskunde, is de poincarégroep, vernoemd naar Henri Poincaré, de groep van coördinatentransformaties van de minkowskiruimtetijd die de eigentijd behouden. Het is een 10-dimensionale niet-compacte liegroep. De abelse groep van translatie is een normale deelgroep of normaaldeler, terwijl de lorentzgroep een deelgroep is, de "stabilisator" van een punt. Dat wil zeggen dat de volledige poincarégroep de affiene groep van de lorentz-groep is, het semidirecte product van de translaties van de lorentztransformaties: 
{\displaystyle \mathbf {R} ^{1,3}\rtimes O(1,3).\,}
Een andere manier om de poincarégroep te beschrijven is een groepsuitbreiding van de lorentzgroep door een vectorvertegenwoordiging van de poincarégroep.
Haar positieve energie unitaire onherleidbare representaties worden geïndexeerd door massa (niet-negatief getal) en spin (geheel getal of half geheel getal), die worden geassocieerd met deeltjes in de kwantummechanica. 
In overeenstemming met het Erlanger Programm, wordt de meetkunde van de minkowskiruimte gedefinieerd door de poincarégroep: de minkowskiruimte wordt beschouwd als een homogene ruimte voor de groep. 
De poincaréalgebra is de liealgebra van de poincarégroep. In componentenvorm wordt het poincaréalgebra gegeven door de commutatierelaties:
- {\displaystyle [P_{\mu },P_{\nu }]=0\,}
- {\displaystyle [M_{\mu \nu },P_{\rho }]=\eta _{\mu \rho }P_{\nu }-\eta _{\nu \rho }P_{\mu }\,}
- {\displaystyle [M_{\mu \nu },M_{\rho \sigma }]=\eta _{\mu \rho }M_{\nu \sigma }-\eta _{\mu \sigma }M_{\nu \rho }-\eta _{\nu \rho }M_{\mu \sigma }+\eta _{\nu \sigma }M_{\mu \rho }\,}

waar {\displaystyle P} de generator van translaties, {\displaystyle M} de generator van de lorentztransformaties en {\displaystyle \eta } de minkowskimetriek is (zie tekenconventie).
De poincarégroep is de volledige symmetriegroep van een relativistische veldtheorie. Als gevolg daarvan vallen alle elementair deeltjes in de representaties van deze groep. Deze worden meestal gespecificeerd door de vierimpuls van elk deeltje (dat wil zeggen haar massa) en de intrinsieke kwantumgetallen JPC, waar J het spinkwantumgetal, P de pariteit en C het ladingconjugatie kwantumgetal is. Veel kwantumveldtheorieën schenden de pariteit en de ladingconjugatie. In die gevallen laat men de P en de C vallen. Aangezien CPT een invariantie van elke kwantumveldentheorie is, zou een tijdsomkeringskwantumgetal gemakkelijk geconstrueerd kunnen worden uit deze gegeven mogelijkheden.
Als een topologische ruimte heeft de poincarégroep vier samenhangende componenten: de component van de identiteit, de tijdomdraaiingcomponent, de ruimtelijke inversiecomponent en de component die zowel de tijd als de ruimte omdraait.

## Poincarésymmetrie
Poincarésymmetrie is de volledige symmetrie van de speciale relativiteitstheorie en omvat
- translaties (dat wil zeggen verplaatsingen) in tijd en ruimte (deze vormen de abelse lie-groep van translaties van de ruimtetijd)
- rotaties in de ruimte (deze vormen de niet-abelse liegroep van 3-dimensionale rotaties)
- transformaties, dat wil zeggen transformaties die twee uniform bewegende lichamen verbinden.

De laatste twee symmetrieën vormen samen de lorentzgroep (zie lorentzinvariantie). Dit zijn de generatoren van een liegroep, die de poincarégroep wordt genoemd, een semidirect product van de groep van translaties en de lorentzgroep. Van objecten die onder deze groep invariant zijn, wordt gezegd dat zij een poincaré-invariantie of relativistische invariantie vertonen.